# Dies irae

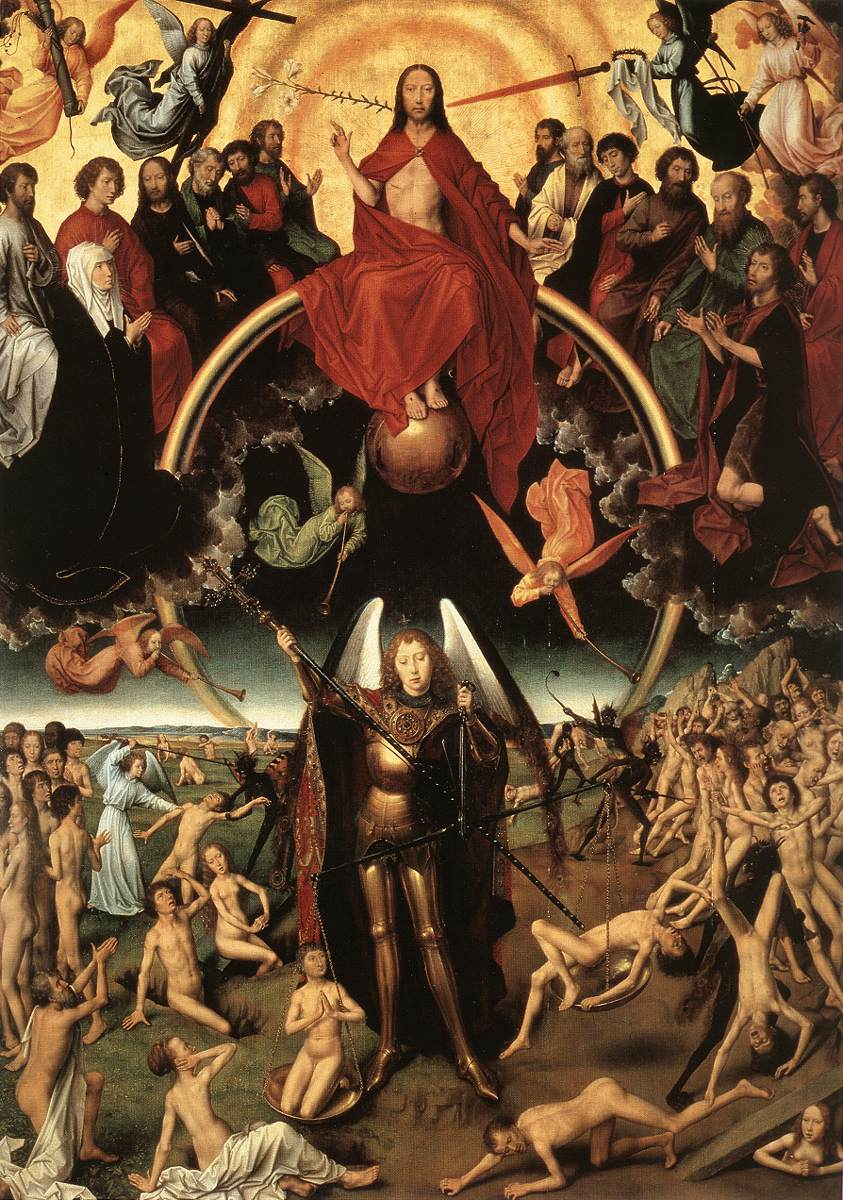
Центральна частина триптиха Мемлінга у Гданську (Поморський музей)

Про альбом гурту Noir Désir див. Dies Irae

Dies iræ або Dies irae (читається: «ді́ес і́ре», лат. день гніву) — католицька секвенція. Написана імовірно у XIII столітті францисканцем Томмазо да Челано. З 1570 (після Тридентської реформи) по 1962 рік (Другий Ватиканський собор) була обов'язковою частиною заупокійної меси. По реформі 1962 Dies irae може використовуватися на літургії годин, але не є обов'язковою.
У класичному чині меси Dies irae розкладалася на кілька частин, кожна з яких називалася по перших словах відповідного фрагменту тексту. Таким чином терміном Dies irae називається не тільки вся секвенція, але і її перша частина.

## Музика
Традиційний григоріанський хорал на тему Dies irae звучить так:
Цей мотив використовувався багатьма композиторами XIX–XX століть, зокрема:
- Г. Берліоз — «Фантастична симфонія»
- Й. Брамс — Клавірштюк, Op. 118, № 6
- Б. Бріттен — Воєнний реквієм
- А. Дворжак — Симфонія № 7 (1 частина)
- О. Глазунов — Сюїта «З середніх віків», Op. 79
- Ш. Гуно — опера «Фауст», IV дія; Mors et Vita
- С. Губайдуліна — Am Rande des Abgrunds
- Й. Гайдн — Симфонія № 103, «з тремоло літавр»
- А. Онеггер — La Danse des Morts
- А. Хачатурян — Симфонія № 2, Симфонія дзвонів, Спартак
- Д. Лігеті — опера «Великий мрець»
- Ф. Ліст — Симфонія «Данте», Totentanz
- Ж. Б. Люллі — Dies Irae
- Ґ. Малер — Симфонія № 2, част. 1, 3, і 5
- Б. Мартіну — Концерт для віолончелі № 2, фінал.
- М. Метнер — Фортепіанний квінтет до мажор, Op. posth.
- М. Мусоргський — «Ніч на лисій горі», Пісні і танці смерті
- М. Мясковський — фортепіанна соната № 2, Симфонія № 6
- К. Орф — «Карміна Бурана»
- К. Пендерецький — Dies Irae
- С. Рахманінов — Симфонія № 1, Op. 13, Симфонія № 2, Op. 27, Соната № 1, Op. 28, «Острів мертвих», Op. 29, Прелюдія мі мінор, Op. 32, № 4, Кантата «Дзвони», Op. 35, Етюд-картина, Op. 39, № 2, Рапсодія на тему Паганіні, Op. 43, Симфонія № 3, Op. 44, Симфонічні танці, Op. 45[1].
- О. Респігі — Бразильські враження
- А. Шнітке — Симфонія № 1, част. 4
- Д. Шостакович — музика до «Гамлету», Симфонія № 14
- Сібеліус — Lemminkäinen Suite
- Р. Штраус — «Тіль Уленшпігель», «Merry Pranks», «Dance of the Seven Veils from Salome»
- І. Стравінський — «Весна священна» (sacrifice intro); п'єси для струнного квартету (III, «Canticle»); Історія солдата; Октет, (Tema Con Variazioni)
- П. І. Чайковський — Сучасна грецька пісня, Op. 16, № 6; Похоронний марш, Op. 21, № 4 з циклу «6 п'єс» для ф-но; Велика соната, Op. 37, для ф-но; Симфонія «Манфред»; Сюїта № 3, Op. 55

Крім того на текст Dies irae складали власну музику ряд композиторів, в більшості випадків — у рамках Реквіємів, хоча іноді і як окремий твір. У циклі Реквієму Dies Irae йде після частин requiem aeterna та Kyrie eleison. При цьому нерідко композитори розділяють секвенцію на кілька частин, кожній з яких дається назва відповідно до перших слів фрагменту. Наприклад, в Реквіємі В. А. Моцарта Dies Irae охоплює 6 частин — Dies irae — Tuba mirum — Rex Tremendae — Recordare — Confutatis — Lacrimosa. В «Реквіємі» Дж. Верді — 9 частин, з повторенням першої строфи як рефрену: Dies irae — Tuba mirum — Liber scriptus (-Dies irae)- Quid sum miser — Rex Tremendae — Recordare — Ingemisco — Confutatis (-Dies irae) — Lacrimosa.
Також достатньо популярним є використання Dies irae і в сучасній музиці. Наприклад, в україномовному сегменті текст Dies irae використано гуртом Vivienne Mort в пісні «Хто ти такий» (альбом Rósa).

## Текст
|                              |                                      |
| Dies irae, dies illa         | День гніву, день цей                 |
| Solvet saeclum in favilla    | звільнить із праху покоління,        |
| Teste David cum Sybilla      | за свідченням Давида з Сивілою.      |
| Quantus tremor est futurus   | Як будемо тремтіти,                  |
| Quando iudex est venturus    | коли Суддя прийде                    |
| Cunta stricte discussurus    | і правдиво все розсудить.            |
| Tuba Mirum                   |                                      |
| Tuba mirum spargens sonum    | Труби чудесний звук                  |
| Per sepulca regionum         | пронесеться над могилами,            |
| Coget omnes ante thronum     | і збере всіх перед Троном.           |
|                              |                                      |
| Mors stupebit et natura      | Смерть відступить і природа,         |
| Cum resurget creatura        | як повстане творіння                 |
| Iudicanti responsura         | на суді відповідати .                |
|                              |                                      |
| Liber scriptus proferetur    | Книга писана пред'явлена буде,       |
| In quo totum continetur      | в якій все міститься                 |
| Unde mundus iudicetur        | для суду над світом.                 |
|                              |                                      |
| Iudex ergo cum sedebit       | Отже, коли Суддя сяде,               |
| Quidquid latet apparebit     | все приховане стане явним,           |
| Nil inultum remanebit        | ніщо не лишиться безкарним.          |
|                              |                                      |
| Quid sum miser tunc dicturus | Що я, нещасний, тоді скажу,          |
| Quem patronum rogaturus      | Якого заступника просити,            |
| Cum vix iustus sit securus?  | Якщо і праведний не певен?           |
|                              |                                      |
| Rex tremendae                |                                      |
| Rex tremendae majestatis     | Царю страшної величі,                |
| Qui salvandos salvas gratis  | що нас рятуєш милостиво,             |
| Salva me, fons pietatis      | врятуй мене, джерело милості!        |
|                              |                                      |
| Recordare                    |                                      |
| Recordare, Jesu pie          | Згадай, милостивий Ісусе,            |
| Quod sum causa tuae viae     | що я — причина Твоїх мук,            |
| Ne me perdas illa die        | та не полишай мене у той день!       |
|                              |                                      |
| Quærens me, sedisti, lassus  | Сповідуючи мене, сядеш втомлений,    |
| Redemisti crucem passus      | На хресті ти викупив гріхи людські,  |
| Tantus labor non sit cassus  | Такий труд хай не пропаде марно.     |
|                              |                                      |
| Iuste iudex ultionis         | Питай, Суддя, відплати,              |
| Donum fac remissionis        | даруй мені відпущення                |
| Ante diem rationis           | до Дня Суду.                         |
|                              |                                      |
| Ingemisco tamquam reus       | Я зітхаю як винний,                  |
| Culpa rubet vultus meus      | провина змушує мене тремтіти,        |
| Supplicanti parce, Deus      | змилуйся над тим, хто просить, Боже! |
|                              |                                      |
| Qui Mariam absolvisti        | Той, хто виправдав Марію             |
| Et latronem exaudisti        | і розбійника вислухав,               |
| Mihi quoque spem dedisti     | мені також хоч яку-небудь надію дай. |
|                              |                                      |
| Preces meae non sunt dignae  | Мої благання неварті,                |
| Sed tu, bonus, fac benigne   | але Ти добрий, зроби милість,        |
| Ne perreni cremer igne       | не спалюй вогнем пекельним.          |
|                              |                                      |
| Inter oves locum praesta     | Серед овець місце приготуй,          |
| Et ab haedis me sequestra    | а від козлищ мене відведи,           |
| Statuens in parte dextra     | поставивши праворуч.                 |
|                              |                                      |
| Confutatis                   |                                      |
| Confutatis maledictis        | Засудивши нечестивих,                |
| Flammis acribus addictis     | покаравши їх страшним вогнем,        |
| Voca me cum benedictis       | приклич мене до благословенних.      |
|                              |                                      |
| Oro supplex et acclinis      | Я молю уклінно,                      |
| Cor contritum quasi cinis    | серце скрушене як порох,             |
| Gere curam mei finis         | потурбуйся про мій кінець!           |
| Lacrimosa                    |                                      |
| Lacrimosa dies illa          | У той день сліз,                     |
| Qua resurget ex favilla      | підніметься із праху той,            |
| Iudicandus homo reus         | кого будуть судити.                  |
|                              |                                      |
| Huic ergo parce Deus         | Людину провинну пощади, Боже,        |
| Pie Jesu Domine              | милостивий Господи Ісусе,            |
| Dona eis requiem. Amen       | дай їм спокій! Амінь!                |